# A.J. Ellis
Andrew James Ellis (ur. 9 kwietnia 1981) – amerykański baseballista, który występował na pozycji łapacza.

## Przebieg kariery
Ellis studiował na Austin Peay State University w Clarksville w stanie Tennessee, gdzie w latach 2000–2003 grał w drużynie uniwersyteckiej Austin Peay State Governors. W 2003 roku został wybrany w osiemnastej rundzie draftu przez Los Angeles Dodgers i początkowo występował w klubach farmerskich tego zespołu, między innymi w Las Vegas 51s, reprezentującym poziom Triple-A. W Major League Baseball zadebiutował 15 września 2008 w meczu przeciwko Pittsburgh Pirates.
W latach 2009–2011 występował również w rezerwach Dodgers Albuquerque Isotopes, jednak od sezonu 2012 jest podstawowym łapaczem zespołu z Los Angeles. 18 czerwca 2014 był łapaczem w meczu z Colorado Rockies, w którym Clayton Kershaw zaliczył no-hittera. W sierpniu 2016 w ramach wymiany zawodników przeszedł do Philadelphia Phillies.
W grudniu 2016 podpisał roczny kontrakt z Miami Marlins. W lutym 2018 został zawodnikiem San Diego Padres.